# Inscutomonomma variabile mashonense
Inscutomonomma variabile mashonense es una subespecie de coleóptero de la familia Monommatidae.

## Distribución geográfica
Habita en Mashonaland (África).